# Зорко Чанади
Зорко Чанади (Ораховица, Нашице, 25. јул 1925 — Београд, 24. август 2003), учесник НОР-а и генерал-пуковник ЈНА. У периоду од 1985. до 1987. године обављао је функцију Начелника Генералштаба Југословенске народне армије.

## Биографија
Рођен је 25. јула 1925. године у Ораховици. После завршене основне школе, постао је трговачки помоћник. Члан Комунистичке партије Југославије (КПЈ) постао је крајем 1943. године. Исте године ступио је у Народноослободилачку борбу и то у Осамнаесту бригаду НОВЈ где је био водни делегат и комесар чете. Од марта 1944. био је политички комесар батерије, дивизиона и батаљона.
Од 1945. до 1948. и од 1950. до 1953. био је на школовању у Официрској школи, Војном училишту противавионске артиљерије и Војној академији. Ратну школу ЈНА завршио је 1964. године. У чин генерал-мајора унапређен је 1972, генерал-потпуковника ванредно 1976. и генерал-пуковника превремено 1982. године.
У својој каријери обављао је више штабних дужности и то: начелник Оперативног одељења Оперативне управе Команде РВ и ПВО, начелник ПВО команде Пете армије и др. Више одговорних дужности обављао је и у војним школама: био је наставник, начелник катедре, начелник Школског центра ПВО и др. Генералштабне дужности обављао је у Управи артиљерије ЈНА и Управи ПВО Генералштаба ЈНА, а био је и начелник управе ПВО и начелник Прве управе, уједно заменик начелника Генералштаба ЈНА. Начелник Штаба и уједно заменик команданта Прве армије био је од 1974. до 1978. године, а командант Пете армије од 1980. до 1985. године.
У периоду од 1. септембра 1985. до 15. септембра 1987. обављао је функцију начелника Генералштаба Југословенске народне армије.
Активна војна служба престала му је 31. децембра 1987. године.
У чин генерал-мајора је унапређен 1972, генерал-потпуковника ванредно 1976. и генерал-пуковника ЈНА превремено 1982. године.
Преминуо је 24. августа 2003. године у Београду.
Носилац је бројних југословенских одликовања, међу којима су — Орден југословенске заставе са лентом, Орден заслуга за народ са златном звездом,  Орден братства и јединства са златним венцем, Орден народне армије са ловоровим венцем, Орден за војне заслуге са великом звездом, Орден заслуга за народ са сребрним зрацима, Орден братства и јединства са сребрним венцем, Орден народне армије са златном звездом, Орден за храброст и Орден за војне заслуге са златним мачевима.